# Даря Билодид
Даря Генадиевна Билодид (на украински: Дар'я Геннадіївна Білодід; 10 октомври 2000 г., Киев) е украинска джудистка. Двукратна световна шампионка (2018, 2019), европейска шампионка от 2017 г.

## Биография
Родена е на 10 октомври 2000 г. в семейството на джудиста Генадий Билодид и съпругата му Светлана Кузнецова.
Даря постига първите си значими успехи през 2015 г., спечелвайки националното първенство в своята възрастова категория, а след това европейското и световното първенство.
Тя печели първия си златен медал „за възрастни“ през март 2017 г. на откритата Континентална купа в Прага. На 20 април 2017 г. тя става шампионка на европейското първенство във Варшава в категория до 48 килограма, побеждавайки на финала рускинята Ирина Долгова. По пътя към финала тя побеждава Мария Персианска (Русия), Милица Николич (Сърбия) и Ева Черновицки (Унгария). На ниво възрастни това е едва второто ѝ състезание.
Излизайки световното първенство през 2018 г., Билодид стартира във втория кръг, където побеждава Дистрия Красники (Косово) с вазари. После тя печели бързи победи с ипон над Яо Сюн (Китай) и Галбадрахин Отгонцецег от Казахстан. На полуфиналите печели с вазари над олимпийската шампионка от Рио 2016 Паула Парето (Аржентина). На финала срещу действащата световна шампионка Фуна Танаки (Япония) украинката печели с ипон в третата минута на двубоя, ставайки световна шампионка на 17-годишна възраст. Така тя става най-младият световен шампион в историята на джудото, както сред мъжете, така и сред жените.
На предолимпийското световно първенство през 2019 г., проведено в Токио, тя печели златен медал, побеждавайки на финала отново Фуна Танаки.
През април 2021 г. на европейското първенство в португалската столица Лисабон, в категория до 48 кг Даря успява да достигне до финала, на който обаче не излиза и печели сребърния медал от шампионата.

## Личен живот
Живее в Киев.
Около година има връзка с италианския олимпийски шампион по джудо от 2016 г., Фабио Базиле, през април 2019 г. двойката се разделя.

## Постижения
- Световна шампионка – 2018, 2019
- Европейска шампионка – 2017, 2019
- Носителка на Континенталната купа (Прага) – 2017
- Световна шампионка при кадетите – 2015
- Европейска шампионка под 18-годишна възраст – 2015, 2016
- Сребърна медалистка от Европейската купа под 21 години (Каунас и Пакш) – 2016
- Победителка в състезания от Европейската купа под 18 години: Загреб – 2015, Теплице – 2015, Клуж-Напока – 2015, Загреб – 2016, Теплице – 2016
- Шампионка на Украйна под 21-годишна възраст – 2015, 2016
- Шампионка на Украйна под 18 години – 2015, 2016
- Шампионка на Украйна под 17 години – 2014, 2015
- Шампионка на Украйна под 16 години – 2014